# Oxyoppia intermedia
Oxyoppia intermedia är en kvalsterart som beskrevs av Subías och Rodríguez 1986. Oxyoppia intermedia ingår i släktet Oxyoppia och familjen Oppiidae. Inga underarter finns listade i Catalogue of Life.